# 第1回サンフランシスコ映画批評家協会賞
第1回サンフランシスコ映画批評家協会賞は2002年の映画を対象としており、2002年12月17日に受賞者が発表された。

## 受賞一覧

### 作品賞
- 『戦場のピアニスト』(ロマン・ポランスキー監督)

### 監督賞
- トッド・ヘインズ - 『エデンより彼方に』

### 主演男優賞
- マイケル・ケイン - 『愛の落日』

### 主演女優賞
- イザベル・ユペール - 『ピアニスト』

### 助演男優賞
- クリス・クーパー - 『アダプテーション』

### 助演女優賞
- ミランダ・リチャードソン - 『スパイダー/少年は蜘蛛にキスをする』

### 外国語映画賞
- 『天国の口、終りの楽園。』 メキシコ

### ドキュメンタリー映画賞
- Rivers and Tides

### 有望新人賞
- ディラン・キッド - Roger Dodger

### 特別賞
- フィリップ・ノイス - 『愛の落日』、『裸足の1500マイル』
- ジェイ・ローゼンブラット、カベフ・ザヘディ -  Underground Zero

## 参考
1. ↑  “2002 SAN FRANCISCO FILM CRITICS CIRCLE AWARDS”. 2014年1月12日閲覧。